# Tüzek
A Tüzek Marosvásárhelyen, 1927-ben megjelent rövid életű irodalmi folyóirat. Szerkesztette Csergő Tamás, számaiban többek között Antalffy Endre, Berde Mária, Gulyás Károly, Molter Károly írásait közölte.